# Phyllachora sinensis
Phyllachora sinensis är en svampart som beskrevs av Sacc. 1921. Phyllachora sinensis ingår i släktet Phyllachora och familjen Phyllachoraceae.   Inga underarter finns listade i Catalogue of Life.